# 対爆笑問題
『対爆笑問題』（たいばくしょうもんだい）は、1999年3月30日から2000年9月26日までテレビ東京系列局で放送されたテレビ東京・PROTX共同製作のトークバラエティ番組。放送時間は毎週火曜 23:55 - 24:35 (JST) 、テレビ東京系全国ネットの深夜番組放送枠『Gパラダイス』火曜の番組として放送。

## 概要
爆笑問題の太田光と田中裕二がメインを務めた深夜番組で、ロケ企画が主体だった前番組『大爆笑問題』から一転してこちらは毎回1人のゲストを招いての対談に比重を置いていた。番組タイトルロゴは力強い筆文字で書かれていたが、これは太田の父・太田三郎によるものである。番組のラストでは、爆笑問題とその日のゲストがダイヤモンドを賭けて1回勝負のじゃんけん対決を行っていた。
進行役は当時テレビ東京のアナウンサーだった家森幸子が務めていたが、彼女による爆弾発言や下ネタ発言もあり、この番組の名物になっていた。他に、当時爆笑問題と同じくタイタンに所属していたたくみふぢおが「ジュースくん」という役で出演していた。これは、ゲストがリクエストした飲み物を買いに行かされるという役なのだが、その扱いの悪さにしばしばたくみ本人が怒ることもあった。後に敬称が「くん」付けから「さん」付けの「ジュースさん」になったものの、たくみは番組出演当時、ラジオ番組『爆笑問題カーボーイ』で「僕は好きでジュースくんをやっている訳じゃありません」とその胸の内を吐露していた。たくみが番組を卒業（途中降板）した後は、長井秀和がお茶のソムリエである「茶ムリエ」役で出演していた。
番組の終了後、同枠では替わって爆笑問題の2人が解答者を務めるクイズ番組『クイズ!爆笑難問題』がスタートした。

## 出演者
- 太田光（爆笑問題）
- 田中裕二（爆笑問題）
- 家森幸子（当時テレビ東京アナウンサー）
- たくみふぢお
- 長井秀和

## スタッフ
- 構成 - 高橋洋二、YAS5000、秋葉高彰
- 撮影 - 楠居祥司、田畑純
- VE - 池田正次
- 編集 - 大場浩二
- MA - 迫久美雄
- 音効 - 丸山善之
- 番宣 - 橋田道子
- 美術 - アイエヌジー
- スタイリスト - 植田雅恵
- メイク - 小林朋子
- 協力 - タイタン、プロシード
- 音楽協力 - テレビ東京ミュージック
- AP - 金澤正勝、磯貝昌彦
- 制作進行 - 斉藤隆之
- AD - 長坂憲之　管沼誠
- 演出 - 桧山岳彦
- プロデューサー - 松本篤信、大庭竹修
- シニアプロデューサー - 斧賢一郎
- 製作 - テレビ東京、テレビ東京制作